# Greg Moore
Gregory William Moore, detto Greg (New Westminster, 22 aprile 1975 – Fontana, 31 ottobre 1999), è stato un pilota automobilistico canadese.
Era un pilota della categoria CART (poi ribattezzata Champ Car), nella quale ha ottenuto 5 vittorie, 17 podi e 5 pole position.
La sua promettente carriera si stroncò nel 1999 quando Greg morì in un violento incidente al decimo giro della gara Marlboro 500 del California Speedway di Fontana (California).

## Storia

### Origini e carriera giovanile
Moore nacque a New Westminster, nella Columbia Britannica ma visse la sua infanzia a Vancouver, dove studiò alla Meadowridge School e si diplomò alla Pitt Meadows Secondary School.
La sua carriera da pilota iniziò alla guida dei go-kart, campionato nel quale vinse il North American Enduro Kart Championships nel 1989 e nel 1990. Nel 1991 passò al campionato Formula Ford dove vinse il premio Esso Protec Formula Ford 1600 Rookie of the Year dopo essersi piazzato quarto ed aver vinto una corsa al suo esordio.
Nel 1992 Greg vinse quattro gare e ottenne quattro pole positions, vincendo così anche il premio USAC Formula 2000 West Champion and Rookie of the Year.
L'anno seguente Greg esordì nella categoria Indy Lights Series piazzandosi nono all'esordio. Nel 1994, all'età di 18 anni, Moore divenne il più giovane pilota ad aver vinto una corsa Indy Lights Series, trionfando alla corsa di apertura a Phoenix. Vinse quell'anno tre corse piazzandosi terzo in campionato.
Nel 1995 Greg fu protagonista indiscusso della Indy Lights Series, dominando il campionato con 10 vittorie su 12 gare.

### CART World Series
All'età di 20 anni Greg esordì in CART, con il team Player's Forsythe Racing. Nel campionato 1996 ottenne un secondo posto nel circuito di Nazareth, un terzo a Cleveland e un quarto a Toronto, finendo il campionato nono con 84 punti, e secondo nella classifica dei Rookie of the Year battuto solo da Alex Zanardi.
Greg iniziò la stagione 1997 al meglio, giungendo secondo nel Gran Premio di Surfers Paradise e in quello di Rio de Janeiro.
Successivamente a Milwaukee, Greg, battendo in volata Michael Andretti, ottenne la sua prima vittoria nella massima serie. A 22 anni, Greg Moore divenne il più giovane vincitore di una gara nella storia della CART. Non contento, si ripeté, in maniera abbastanza fortunosa 7 giorni più tardi, a Belle Isle (Detroit, Michigan) quando la vittoria gli fu consegnata dai suoi avversari che rimasero incredibilmente senza metanolo a poche centinaia di metri dall'arrivo. Concluse il campionato settimo, totalizzando 111 punti.
Nel 1998, fu affiancato nel suo team dal connazionale Patrick Carpentier, si piazzò sempre tra i primi 5 nelle prime 4 gare della stagione. Alla quinta gara all'Autódromo Internacional Nelson Piquet, Greg ottenne una vittoria, battendo in volata Alex Zanardi. Lo stesso anno vinse anche la US 500 e il premio Vanderbilt Cup. Finì quinto con 141 punti.
Il 1999 iniziò molto bene per Greg che vinse sul circuito di Homestead (Florida). Rimase in testa al mondiale per le successive 5 gare ma, a causa di problemi con lo scarsamente competitivo motore Mercedes, si allontanò presto dalla prima posizione. Così Moore annunciò in anticipo che nel 2000 avrebbe guidato per un nuovo team, il Marlboro Team Penske.

### La morte
Il 31 ottobre 1999 si corse l'ultima gara del mondiale CART, la Marlboro 500 sul circuito California Speedway di Fontana (California). Durante il weekend prima della corsa, Greg cadde con lo scooter girando nel paddock e si infortunò alla mano destra; dopo un consulto medico, a Greg fu concesso di correre usando una sorta di tutore alla stessa mano.
Moore, partito dall'ultima posizione per non aver corso le qualifiche, rimontò posizione su posizione. Giunto al nono giro Greg Moore perse improvvisamente il controllo della sua vettura (o per colpa di una macchia d'olio oppure come effetto di una leggera toccata contro il muro con danni alla sospensione posteriore destra) ed uscì alla seconda curva a circa 200 miglia orarie (circa 322 km/h). La sua macchina scese in basso dalla sopraelevata, attraversò tutto il prato interno che, essendo bagnato dalla pioggia dei giorni precedenti, non frenò la vettura ed entrò in una strada d'accesso nelle vie di fuga, mantenendo velocità ed andando a schiantarsi contro il muretto di protezione interno in posizione totalmente verticale, disintegrandosi sull'impatto; dopo il terribile impatto, la ormai mezza-monoposto si cappottò 5 volte su se stessa prima di arrestarsi definitivamente col pilota a testa in giù. Moore subì un grande trauma cranico con danni al cervello, al collo e altre ferite interne.
Estratto dalla vettura dal CART Safety Team fu immediatamente portato al Loma Linda University Medical Center: i medici tentarono a lungo la rianimazione ma ben presto dovettero arrendersi: Greg era morto a causa delle numerose ferite. La triste notizia, che in pista venne annunciata con un ingresso della safety car mentre le bandiere del percorso venivano calate a mezz'asta, fu data in diretta televisiva da Steve Olvey, medico ufficiale della CART al ritorno dall'ospedale. Moore aveva solo 24 anni e, per tremenda ironia della sorte, morì sotto gli occhi sia di suo padre Rick, da sempre suo "spotter" dalle tribune e sia della sua fidanzata Donna (con cui Greg voleva sposarsi due settimane dopo la gara).
Sei giri prima nello stesso punto si era già registrato il duro incidente di Richie Hearn, pilota del team Della Penna. Le tracce delle gomme erano praticamente identiche e entrambi i piloti avevano sbattuto contro il muretto interno, ma Hearn era riuscito a non fare decollare la vettura, evitando così conseguenze fisiche. La gara continuò. Il Team Forsythe, che schierava Moore, ritirò la vettura del compagno di squadra Patrick Carpentier dopo che il pilota era stato richiamato in pit-lane per un'ispezione precauzionale, nel timore di un difetto meccanico comune a entrambe le monoposto. La corsa, in un clima irreale, fu vinta da Adrián Fernández; solo dopo il rientro delle vetture ai box ai piloti fu comunicata la morte di Moore, e la cerimonia di vittoria fu annullata, fra le lacrime di tutti i piloti.
Successivamente a questo incidente, i circuiti ovali appartenenti all'ISC decisero di asfaltare gran parte delle zone interne alla pista, vista l'estrema pericolosità del terreno bagnato, il quale invece di effettuare un'azione frenante, ha fatto "effetto trampolino", facendo ribaltare l'auto. Greg fu il secondo pilota a morire nel 1999, preceduto dal triste incidente di Gonzalo Rodríguez nelle prove libere a Laguna Seca. Oggi Moore riposa nel Robinson Memorial Park a Coquitlam, Columbia Britannica.